# Moviment harmònic complex
Un moviment harmònic complex és un moviment lineal de superposició de moviments harmònics simples. Encara que un moviment harmònic simple és sempre periòdic, un moviment harmònic complex no és necessàriament periòdic, tot i que pot ser analitzat mitjançant una anàlisi harmònica de Fourier. Un moviment harmònic complex només és periòdic si es tracta de la combinació de moviments harmònics simples, les freqüències dels quals són tots múltiples racionals d'una freqüència base.

## Cinemàtica d'un moviment harmònic complex
Un sistema que presenta oscil·lacions harmòniques amb n graus de llibertat en general té elongacions X  i  o moviments al llarg de direccions independents de la forma:

(1a){\displaystyle \mathbf {x} (t)=\sum _{j=1}^{n}C_{j}\mathbf {A} _{j}\cos(\omega _{j}t+\phi _{j})}

O més detalladament:

(1b){\displaystyle {\begin{pmatrix}x_{1}(t)\\\vdots \\x_{n}(t)\end{pmatrix}}={\begin{pmatrix}A_{11}&\cdots &A_{1n}\\\vdots &\ddots &\vdots \\A_{n1}&\cdots &A_{nn}\end{pmatrix}}{\begin{pmatrix}C_{1}\cos(\omega _{1}t+\phi _{1})\\\vdots \\C_{n}\cos(\omega _{n}t+\phi _{n})\end{pmatrix}}=\sum _{j}{\begin{pmatrix}A_{1j}\\\vdots \\A_{nj}\end{pmatrix}}C_{j}\cos(\omega _{j}t+\phi _{j})}

On, {\displaystyle \left\lbrace \omega _{i}\right\rbrace _{i=1,...,n}} són les freqüències pròpies del sistema, {\displaystyle \left\lbrace \phi _{i}\right\rbrace _{i=1,...,n}} les fases inicials. Cadascun dels vectors columna de la matriu A se'n diu manera pròpia de vibració, i els C  i  són les amplituds relatives de cada mode propi. Es pot veure que per a n = 1 un moviment harmònic complex és simplement una suma de moviments harmònics simples:
La velocitat i l'acceleració d'un moviment harmònic complex general s'obtenen derivant respecte al temps i també resulten ser moviments harmònics complexos, composició de moviments de les mateixes freqüències pròpies. Encara que ara no tenen per què existir punts de velocitat zero, com passa en el moviment harmònic simple.

### Periodicitat
Un moviment es diu periòdic quan es repeteix a intervals regulars de temps, és a dir, si després de cert interval de temps constant, torna a passar per la mateixa posició i amb la mateixa velocitat. La periodicitat requereix que el vector de posicions x (t) = x (t + T) per a tot t i per algun valor de T. Per al cas d'un moviment harmònic complex com (1a) això requereix que, per a tot i,

{\displaystyle \cos(\omega _{i}(t+T))=\cos(\omega _{i}t)\Rightarrow \left\lbrace \exists k_{1},...k_{n}\right\rbrace \subset \mathbb {Z} :T={\frac {2\pi k_{i}}{\omega _{i}}}=...={\frac {2\pi k_{n}}{\omega _{n}}}}

La periodicitat només és possible si per a qualssevol freqüències el seu quocient és un nombre racional. Sent com és que els nombres racionals són un conjunt de mesura zero o conjunt nul, la probabilitat que el quocient de totes les freqüències sigui un nombre racional és zero i, per tant, els moviments harmònics complexos reals són quasi periòdics, però no periòdics.

### Equació de moviment
El moviment harmònic complex donat per (1a) o (1b) és solució d'una equació d'un problema de petites vibracions del tipus:

{\displaystyle \mathbf {M} {\ddot {\mathbf {x} }}(t)+\mathbf {K} \mathbf {x} (t)=\mathbf {0} }

On: 
{\displaystyle \mathbf {M} }, és l'anomenada matriu de massa que representa la inèrcia del sistema.
{\displaystyle \mathbf {K} }, és l'anomenada matriu de rigidesa que representa la intensitat de les forces de recuperació i són tant grans com més rígid sigui el sistema.
En el cas més general d'un sistema amb esmorteïment lineal i força d'excitació interna l'equació de moviment és més general:

{\displaystyle \mathbf {M} {\ddot {\mathbf {x} }}(t)+\mathbf {C} {\dot {\mathbf {x} }}(t)+\mathbf {K} \mathbf {x} (t)=\mathbf {F} (t)}

On s'ha afegit una matriu {\displaystyle \mathbf {C} } que dona compte de l'amortiment.

## Oscil·lacions acoblades
Un cas comú de moviment harmònic complex és el cas del problema de oscil·lacions acoblades. Aquest problema d'oscil·lacions acoblades apareix, per exemple, en les vibracions tèrmiques d'un vidre, en el moviment horitzontal d'un edifici en un terratrèmol i en el moviment d'un sistema de masses unides per molles o ressorts. Aquests problemes condueixen a un sistema d'equacions del següent tipus:

(2)
{\displaystyle m_{i}{\ddot {x}}_{i}+\sum _{k=1}^{N}k_{ik}x_{k}=0}

Que en forma matricial es pot escriure com a:

(2'){\displaystyle {\begin{pmatrix}m_{1}&0&\cdots &0\\0&m_{2}&\cdots &0\\\vdots &\vdots &\ddots &\vdots \\0&0&\cdots &m_{N}\end{pmatrix}}{\begin{pmatrix}{\ddot {x}}_{1}\\{\ddot {x}}_{2}\\\vdots \\{\ddot {x}}_{N}\end{pmatrix}}+{\begin{pmatrix}k_{11}&k_{12}&\cdots &k_{1N}\\k_{21}&k_{22}&\cdots &k_{2N}\\\vdots &\vdots &\ddots &\vdots \\k_{N1}&k_{N2}&\cdots &k_{NN}\end{pmatrix}}{\begin{pmatrix}x_{1}\\x_{2}\\\vdots \\x_{N}\end{pmatrix}}=0}

El problema es pot resoldre mitjançant certs canvis de variables que porten a les coordenades normals o amplituds dels modes propis de vibració, que són de fet una forma particular de coordenades generalitzades per al problema mecànic original.

### Freqüències i modes propis
Els modes propis proporcionen una solució del problema (2') de la forma (1). Per a això és cal determinar una sèrie de freqüències naturals del sistema que poden calcular com a:

{\displaystyle {\begin{vmatrix}k_{11}-\omega _{j}^{2}m_{1}&k_{12}&\cdots &k_{1N}\\k_{21}&k_{22}-\omega _{j}^{2}m_{2}&\cdots &k_{2N}\\\vdots &\vdots &\ddots &\vdots \\k_{N1}&k_{N2}&\cdots &k_{NN}-\omega _{j}^{2}m_{N}\end{vmatrix}}=0}

Això proporciona N solucions per al quadrat de la freqüència natural. Per a cadascuna d'aquestes solucions es busca un vector unitari, anomenat manera pròpia, que satisfaci l'equació compatible indeterminada:

{\displaystyle {\begin{pmatrix}k_{11}-\omega _{j}^{2}m_{1}&k_{12}&\cdots &k_{1N}\\k_{21}&k_{22}-\omega _{j}^{2}m_{2}&\cdots &k_{2N}\\\vdots &\vdots &\ddots &\vdots \\k_{N1}&k_{N2}&\cdots &k_{NN}-\omega _{j}^{2}m_{N}\end{pmatrix}}{\begin{pmatrix}a_{1j}\\a_{2j}\\\vdots \\a_{Nj}\end{pmatrix}}=0}

Es pot comprovar que aquests vectors que representen les diverses maneres pròpies del sistema són ortogonals entre si, de manera que la matriu formada per tots ells és una matriu ortogonal:

{\displaystyle \mathbf {A} ={\left\lbrace a_{ij}\right\rbrace }_{i=1...n}^{j=1...n}={\begin{pmatrix}a_{11}&\cdots &a_{1n}\\\vdots &\ddots &\vdots \\a_{n1}&\cdots &a_{nn}\end{pmatrix}}}

Les coordenades normals, associades als modes propis, s'obtenen mitjançant un canvi lineal a partir de les coordenades convencionals:

{\displaystyle {\begin{pmatrix}q_{1}(t)\\\vdots \\q_{N}(t)\end{pmatrix}}={\begin{pmatrix}b_{11}&\cdots &b_{1n}\\\vdots &\ddots &\vdots \\b_{n1}&\cdots &b_{nn}\end{pmatrix}}{\begin{pmatrix}x_{1}(t)\\\vdots \\x_{N}(t)\end{pmatrix}}}

On {\displaystyle \mathbf {B} =\left\lbrace b_{ij}\right\rbrace =\mathbf {A} ^{T}}, complint-ne que B' és la matriu inversa de A (A•B = B•A = I).

### Solució del problema d'oscil·lacions lliures
La solució general es pot obtenir fàcilment resolent el problema en coordenades normals. Emprant aquestes coordenades s'obté fàcilment si es té en compte que {\displaystyle \mathbf {x} =\mathbf {A} \mathbf {q} }:

{\displaystyle \mathbf {M} {\ddot {\mathbf {x} }}+\mathbf {K} \mathbf {x} =0\qquad \Rightarrow \qquad {\ddot {\mathbf {q} }}+\left[\mathbf {A} ^{T}\mathbf {M} ^{-1}\mathbf {K} \mathbf {A} \right]\mathbf {q} =0}

Però degut a les propietats de la matriu {\displaystyle \mathbf {A} } la matriu entre claudàtors resulta ser una matriu diagonal i, per tant, la solució d'aquest últim sistema s'obté resolent N equacions per a cadascuna de les d'un conjunt d'equacions del tipus:

{\displaystyle {\ddot {q}}_{j}+\omega _{j}^{2}q_{j}=0\qquad \Rightarrow \qquad q_{j}(t)=C_{j}\cos(\omega _{j}t+\phi _{j})}

En termes de les coordenades normals i la matriu de modes propis, la solució general del sistema s'escriu:

{\displaystyle {\begin{pmatrix}x_{1}(t)\\\vdots \\x_{N}(t)\end{pmatrix}}={\begin{pmatrix}a_{11}&\cdots &a_{1n}\\\vdots &\ddots &\vdots \\a_{n1}&\cdots &a_{nn}\end{pmatrix}}{\begin{pmatrix}q_{1}(t)\\\vdots \\q_{N}(t)\end{pmatrix}}={\begin{pmatrix}a_{11}&\cdots &a_{1n}\\\vdots &\ddots &\vdots \\a_{n1}&\cdots &a_{nn}\end{pmatrix}}{\begin{pmatrix}C_{1}\cos(\omega _{1}t+\phi _{1})\\\vdots \\C_{n}\cos(\omega _{n}t+\phi _{n})\end{pmatrix}}}

### Solució del problema d'oscil·lacions forçades amortides
La solució general s'obté igual que abans emprant coordenades normals {\displaystyle \mathbf {x} =\mathbf {A} \mathbf {q} }:

{\displaystyle \mathbf {M} {\ddot {\mathbf {x} }}+\mathbf {C} {\dot {\mathbf {x} }}+\mathbf {K} \mathbf {x} =\mathbf {F} \qquad \Rightarrow \qquad {\ddot {\mathbf {q} }}+\left[\mathbf {A} ^{T}\mathbf {M} ^{-1}\mathbf {C} \mathbf {A} \right]{\dot {\mathbf {q} }}+\left[\mathbf {A} ^{T}\mathbf {M} ^{-1}\mathbf {K} \mathbf {A} \right]\mathbf {q} =\left[\mathbf {A} ^{T}\mathbf {M} ^{-1}\mathbf {F} \right]}

Per construcció de les coordenades ortogonals les matrius que multipliquen a {\displaystyle \scriptstyle {\ddot {\mathbf {q} }}} i {\displaystyle \scriptstyle {\dot {\mathbf {q} }}} són diagonals (això requereix com a condició addicional que {\displaystyle \scriptstyle \mathbf {KC} =\mathbf {CK} }), de manera que l'últim sistema es redueix a N equacions independents del tipus:

{\displaystyle {\ddot {q}}_{j}+2\nu \omega {\dot {q}}_{j}+\omega _{j}^{2}q_{j}=0\qquad \Rightarrow \qquad q_{j}(t)=C_{j}\int _{0}^{t}{\frac {-Q_{j}}{\omega _{j}{\sqrt {1-\nu _{j}}}}}e^{-\nu _{j}\omega _{j}(t-\tau )}\sin(\omega _{j}{\sqrt {1-\nu _{j}}}(t-\tau )t+\phi _{j})\ d\tau }

De manera que la solució resulta ser finalment:

{\displaystyle {\begin{pmatrix}x_{1}(t)\\\vdots \\x_{N}(t)\end{pmatrix}}={\begin{pmatrix}a_{11}&\cdots &a_{1n}\\\vdots &\ddots &\vdots \\a_{n1}&\cdots &a_{nn}\end{pmatrix}}{\begin{pmatrix}q_{1}(t)\\\vdots \\q_{N}(t)\end{pmatrix}}}

És a dir, la combinació lineal de N moviments harmònics forçats amortits.